# Tetratheca pilata
Tetratheca pilata är en tvåhjärtbladig växtart som beskrevs av R.Butcher. Tetratheca pilata ingår i släktet Tetratheca och familjen Elaeocarpaceae. Inga underarter finns listade i Catalogue of Life.